# Паркетчики (картина Кайботта)
«Парке́тчики» (фр. Les Raboteurs de parquet) — картина французского художника Гюстава Кайботта (Gustave Caillebotte, 1848—1894), написанная в Париже в 1875 году. Размер полотна — 102 × 146,5 см.

## История
Полагают, что Кайботт писал эту картину в своей парижской студии на улице Миромениль, дом № 77, когда работавшие там паркетчики завершали циклёвку деревянного пола. По документам, ремонт в студии был начат в конце 1874 года и завершён к маю 1875 года — это примерно соответствует времени написания картины.
Картина была представлена жюри Парижского салона 1875 года, но была им отвергнута, так как изображение рабочих людей за их ремеслом, не полностью одетых, шокировало жюри и было признано «вульгарным сюжетом».  Мариус Шомелен сравнил Кайботта с его современниками, написав, что работа показала, что он был «реалистом, таким же грубым, но гораздо более остроумным, чем Курбе, таким же жестоким, но в целом более точным, чем Мане». После этого Кайботт представил полотно на 2-й выставке импрессионистов в апреле 1876 года, где критики (в числе которых был Эмиль Золя) были поражены её точностью и реалистичностью. В то же время Золя осудил картину за чрезмерную фотографичность, и даже назвал её «буржуазной» (фр. une peinture bourgeoise). Кайботт представил картину вместе с некоторыми другими своими работами, включая вторую версию «Паркетчиков» 1876 года и свою более раннюю работу «Молодой человек у окна».
При жизни Кайботта картина находилась в собственности самого́ художника. После его смерти, в 1896 году, была передана в Музей в Люксембургском саду. С 1929 года находилась в собрании Лувра, а с 1947 года — в Национальной галерее Жё-де-Пом. В 1986 году картина была передана в Музей Орсе, в коллекции которого находится до сих пор.
В 1988 году картина инспирировала создание короткометражного фильма «Паркетчики Кайботта» (фр. Les raboteurs de Caillebotte). Режиссёр Сирил Коллар, хореограф Анжелен Прельжокаж, композитор Тьерри Ланчино (совместное производство музея Д’Орсе, La Sept и Opus 10-19, Франция).

## Описание

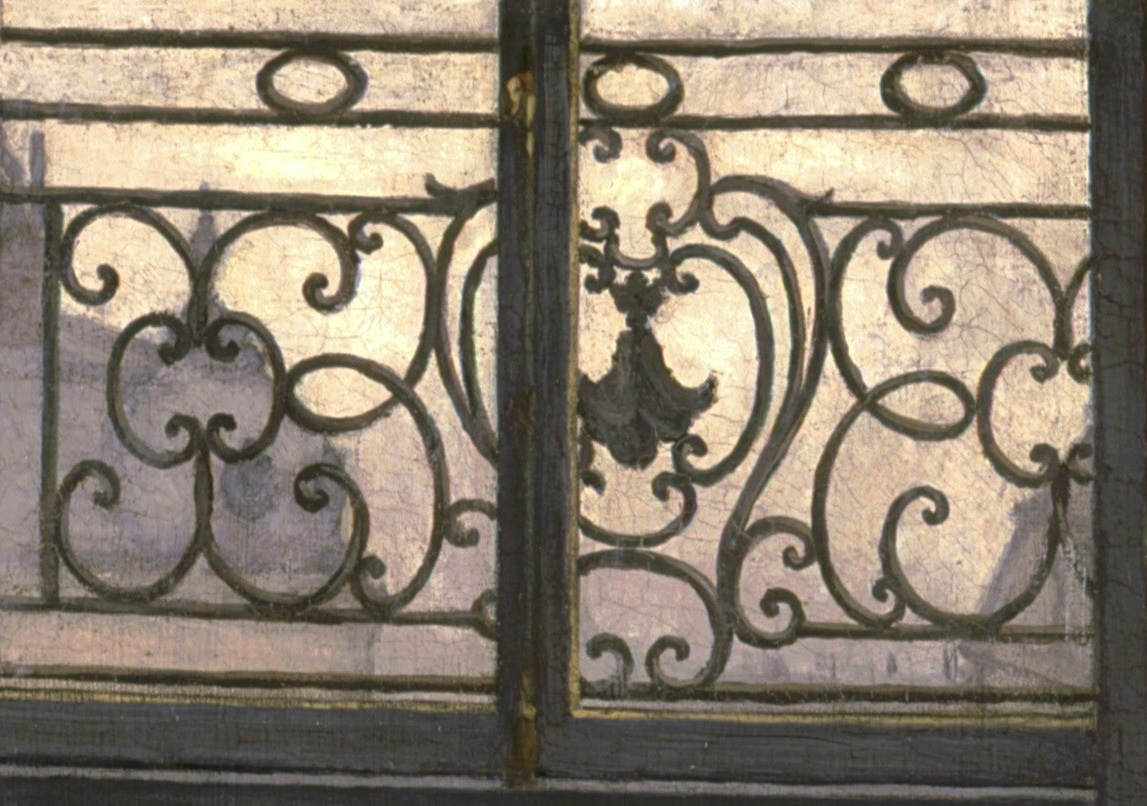
Балконная решётка (деталь картины)

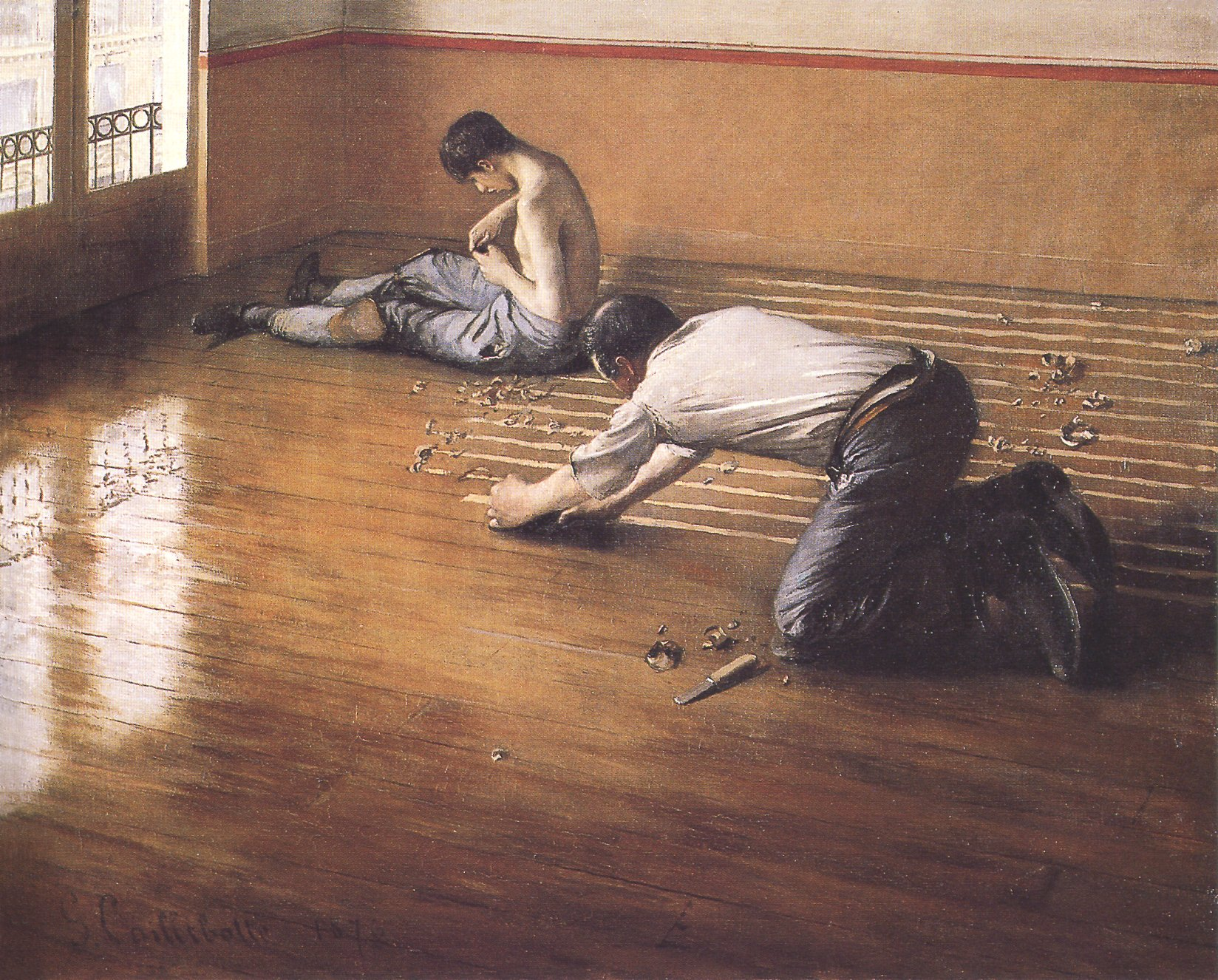
Г. Кайботт «Паркетчики» (1876)

Картина «Паркетчики» — одно из первых полотен, изображающее будничную работу городских рабочих. Она не содержит какой-либо явной социально-политической направленности и реалистично изображает положения работников и их инструменты. На картине изображены трое оголённых по пояс рабочих, соскребающих старое лаковое покрытие с деревянного паркета. Головы двоих мужчин слегка повёрнуты друг к другу — вероятно, они о чём-то переговариваются. Справа у стены стоит бутылка вина с одним наполненным стаканом. На заднем плане видна нижняя часть балконной двери, за которой находится кованая решётка балкона.
Существует также другая картина Кайботта с аналогичным названием, написанная в 1876 году и изображающая двух паркетчиков (скорее всего, мастера и его помощника) — эта картина находится в частном собрании, но иногда демонстрируется на выставках.